# Litteraturåret 1905

## Priser och utmärkelser
- Nobelpriset – Henryk Sienkiewicz, Polen[1]
- Kungliga priset – Alfred Jensen
- Prix Femina – Romain Rolland

## Nya böcker

### A – G
- Blommornas bok av Jeanna Oterdahl[2]
- Blå ängeln av Heinrich Mann
- Doktor Glas av Hjalmar Söderberg
- Där stjärnorna tindra av Walter Hülphers
- En bok av Albert Engström
- Folkungaträdet: Folke Filbyter av Verner von Heidenstam
- The Garden of Allah av Robert Hichens[3]
- Gatans drömmar av Sigfrid Siwertz

### H – N
- The Hill av H.A. Vachell[3]
- Hvita syrener, av Daniel Fallström
- In Candidum av Vilhelm Ekelund
- Kung Salomo och Morolf, dikter av Oscar Levertin
- Maria, Jesu moder, läsdrama av Hjalmar Bergman
- Mennesker og dyr av Alexander Kielland
- Miarka (fr.) av Jean Richepin
- The Morals of Marcus Ordeyne av William Locke
- När mannen vaknar av Gustaf Hellström

### O – U
- Omkring Napoleon av Alexander Kielland
- Solitudo, poesi av Sigurd Agrell
- Sången om den eldröda blomman av Johannes Linnankoski

### V – Ö
- Varmed skall man börja (även kallad Vad bör göras) av Vladimir Lenin
- Østenfor Sol, vestenfor Maane og bagom Babylons Taarn! av Jonas Lie
- Öfverste Benrangel av Nils Hydén

## Födda
- 11 januari – Manfred Bennington Lee (död 1971), amerikansk författare, ena halvan av Ellery Queen.
- 2 februari – Ayn Rand (död 1982), rysk-amerikansk filosof och författare.
- 16 maj – H.E. Bates (död 1974), brittisk journalist, författare och manusförfattare.
- 24 maj – Michail Sjolochov (död 1984), rysk författare, nobelpristagare 1965.
- 20 juni – Lillian Hellman (död 1984), amerikansk dramatiker och manusförfattare.
- 21 juni – Jean-Paul Sartre (död 1980), fransk författare, nobelpristagare 1964.
- 9 juli – Alf Henrikson (död 1995), svensk författare och tidningsman.
- 25 juli – Elias Canetti (död 1994), tysk författare, nobelpristagare 1981.
- 24 augusti – Sven Stolpe (död 1996), svensk författare, översättare, journalist och litteraturforskare.
- 15 september – Agne Hamrin (död 1983), svensk författare och journalist.
- 5 oktober – Edvard Robert Gummerus (död 1991), finlandssvensk författare och översättare.
- 20 oktober – Frederick Dannay (död 1982), amerikansk författare, ena halvan av Ellery Queen.
- 25 oktober – Björn von Rosen (död 1989), svensk greve, poet och konstnär.
- 23 november – Sten Hagliden (död 1979), svensk författare och journalist.
- 30 november – John Dickson Carr (död 1977), brittisk deckarförfattare.

## Avlidna
- 13 januari – Adelaïde Ehrnrooth, 78, finländsk författare och kvinnosakskämpe.
- 26 februari – Marcel Schwob, 37, fransk författare och översättare.
- 25 mars – Jules Verne, 77, fransk författare.
- 18 september – George MacDonald, 80, skotsk fantasyförfattare.
- 6 december – Viggo Stuckenberg, 42, dansk poet.
- 23 december – Páll Ólafsson, 78, isländsk diktare.

### Fotnoter
1. ↑  ”Nobelpriset i litteratur”. https://www.nobelprize.org/prizes/lists/all-nobel-prizes-in-literature/. Läst 20 mars 2011.
2. ↑  ”Elsa Beskows boktitlar”. Arkiverad från originalet den 14 december 2012. https://web.archive.org/web/20121214172009/http://kampanj.bonniercarlsen.se/beskow/titlar1.htm. Läst 12 april 2011.
3. 1 2  Leavis, Q.D. (1965). Fiction and the Reading Public (rev.). London: Chatto & Windus